# Brusson (Marne)
Brusson ist eine französische Gemeinde im Département Marne in der Region Grand Est. Sie hat eine Fläche von 4,86 km² und 187 Einwohner (2022).

## Geografie
Die Gemeinde Brusson liegt zehn Kilometer östlich von Vitry-le-François. Hier überquert der Rhein-Marne-Kanal den Fluss Bruxenelle.

## Geschichte
Brusson besitzt keine Kirche, da der Ort lange Zeit zum nur eineinhalb Kilometer entfernten Dorf Ponthion gehörte.

## Bevölkerungsentwicklung
| Einwohner                  | 185 | 164 | 177 | 163 | 207 | 212 | 182 |
| Quellen: Cassini und INSEE |     |     |     |     |     |     |     |